# Carl Victor Heljestrand

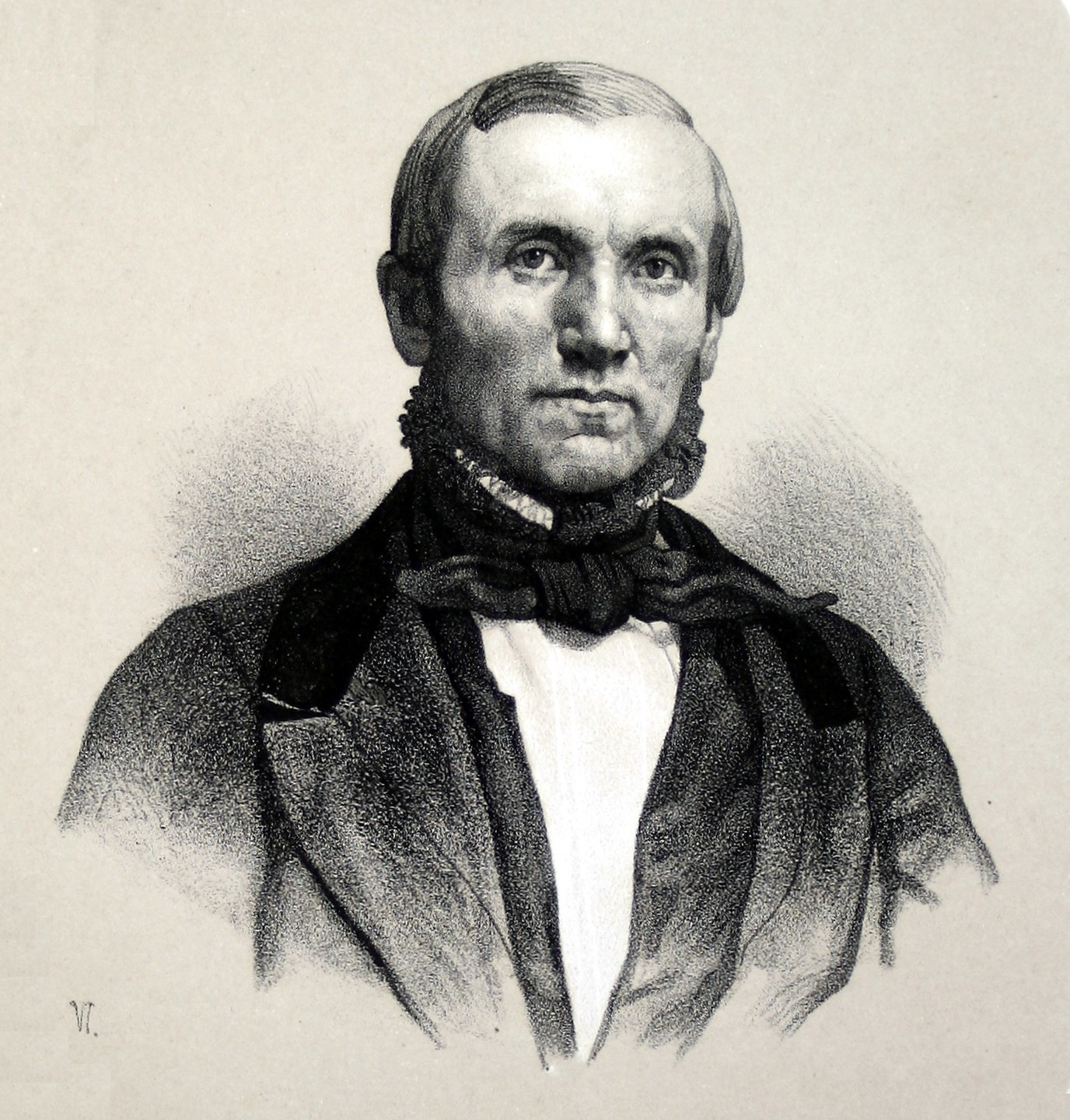
Carl Victor Heljestrand.

Carl Victor Heljestrand, född 31 januari 1816 i Eskilstuna, död där 29 juli 1861, var en svensk industriman. Han var son till Olof Heljestrand och farfars bror till Mjolner Heljestrand.
Han började arbeta på sin fars verkstad redan som tolvåring. När fadern dog 1837 togs verkstaden över av den äldre sonen Nils Fredrik. Carl Viktor arbetade kvar fram till 1843. Han fick erbjudande om att resa till Sheffield och arbeta på en fabrik, där för att lära sig mer om stålindustrin. 1845 lämnade han England och reste till Belgien och Tyskland, innan han återvände till Eskilstuna.
Han hyrde en liten lokal och började lära arbetarna att tillverka saxar och bordsgafflar. Hösten 1849 fick han hyra ett större sliphus. Han investerade tillsammans med flera andra i C. O. Öberg & Co för att anlägga en filfabrik. Heljestrand avled 29 juli 1861 i lungsot. Han vilar i familjegraven på Klosterkyrkogården i Eskilstuna.